# Nerve Flip
Nerve Flip è un singolo del gruppo musicale statunitense Red Hot Chili Peppers, pubblicato il 3 giugno 2022 come quarto estratto dal dodicesimo album in studio Unlimited Love.

## Descrizione
Originariamente presente in esclusiva come bonus track dell'edizione CD giapponese di Unlimited Love, la pubblicazione per il download digitale di Nerve Flip è stata anticipata da un annuncio sui social network del gruppo avvenuto il 31 maggio 2022.

## Tracce
Testi e musiche di Anthony Kiedis, Flea, John Frusciante e Chad Smith.
1. Nerve Flip – 3:06

## Formazione
Hanno partecipato alle registrazioni, secondo le note di copertina di Unlimited Love:
Gruppo
- Anthony Kiedis – voce
- John Frusciante – chitarra
- Flea – basso
- Chad Smith – batteria

Produzione
- Rick Rubin – produzione
- Ryan Hewitt – registrazione, missaggio
- Bo Bodnar – ingegneria del suono
- Phillip Broussard Jr. – ingegneria del suono
- Jason Lader – ingegneria del suono
- Ethan Mates – ingegneria del suono
- Dylan Neustadter – ingegneria del suono
- Jonathan Pfarr – assistenza all'ingegneria
- Chaz Sexton – assistenza all'ingegneria
- Chris Warren – assistenza tecnica
- Henry Trejo – assistenza tecnica
- Lawrence Malchose – assistenza tecnica
- Charlie Bolois – assistenza tecnica
- Chris Warren – tecnico gruppo
- Henry Trejo – tecnico gruppo
- Sami Bañuelos – assistenza gruppo
- Vlado Meller – mastering (CD, download digitale)
- Jermey Lubsey – assistenza al mastering (CD, download digitale)